# Homoszexualitás az ókori Egyiptomban

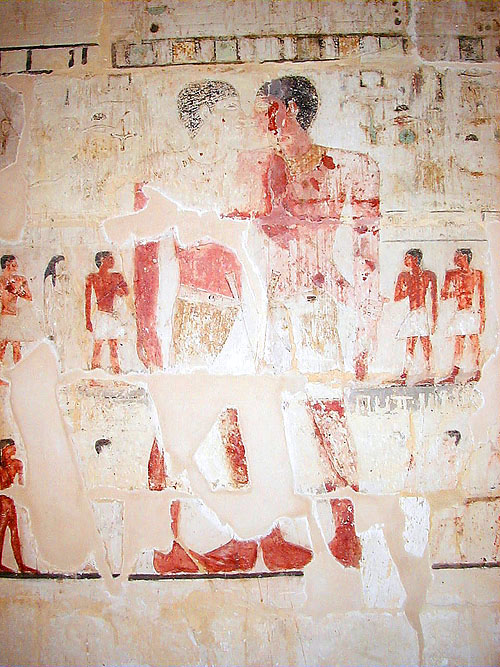
Nianhhnum és Hnumhotep ölelkező ábrázolása sírfalukon. Nianhhnum balra, Hnumhotep pedig jobbra áll, Hnumhotep jobb keze Nianhhnum vállán nyugszik, orruk pedig összeér. Ez a szerelmi csók ábrázolása a hagyományos egyiptomi művészetben

Az ókori egyiptomi társadalom hozzáállása a homoszexualitáshoz az egyiptológusok és történészek körében vitatott téma. Az ókori egyiptomi homoszexualitásról rendkívül keveset tudni, arra mindössze néhány ókori egyiptomi régészeti lelet hivatkozik. A történelmi források ezenfelül gyakran ellentmondásosak és többféleképpen értelmezhetők. Ez azonban nem feltétlenül jelenti azt, hogy a homoszexualitás tabunak számított vagy nem volt elfogadott az ókori egyiptomiak között, inkább annak tudható be, hogy a szexualitás bármilyen ábrázolása ritka és történelmi szövegekben csak elszórtan van megemlítve.

## Homoszexualitásra utaló források

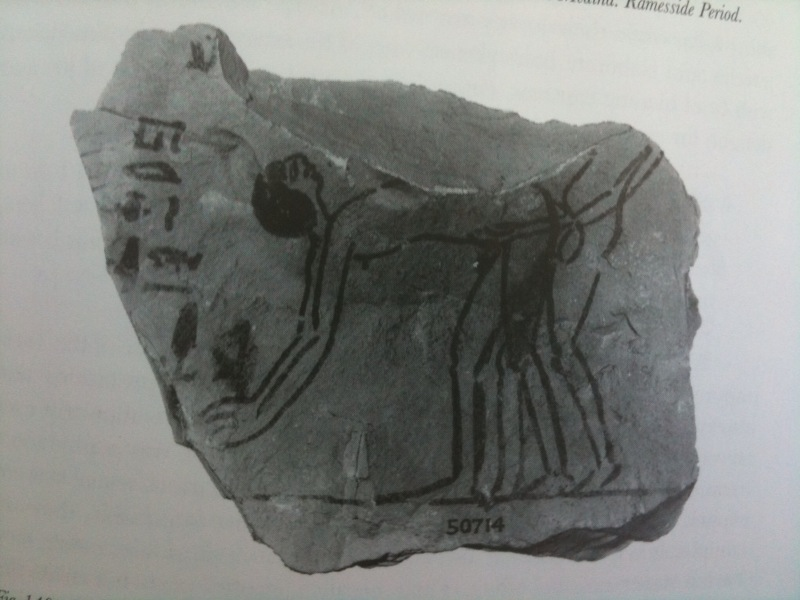
Egy XIX. vagy XX. dinasztia korából fennmaradt osztrakon, amely két férfit ábrázol nemi aktus közben

### Hórusz és Széth
A homoszexuális párkapcsolatokra vagy aktusokra utaló vagy utalható források között néhány középbirodalmi iratot találunk. Az egyik a káhúni papiruszok, amelyek Hórusz és Széth történetét és a kettejük közötti nemi aktust is taglalják.

### Nianhhnum és Hnumhotep
A legismertebb ókori egyiptomi homoszexualitásra utaló forrás Nianhhnum és Hnumhotep sírja. Mindkét férfi Niuszerré fáraó idején élt és szolgált az óbirodalmi V. dinasztia idején, az i. e. 25. században. Nianhhnumnak és Hnumhotepnek is volt felesége és gyerekei, de haláluk után családjuk úgy döntött, hogy ugyanazon masztabasírba temeti őket. A sír falain több festmény ábrázolja a két férfit, akik a képeken átölelik egymást, és orruk összeér. Az orr összeérintése az ókori Egyiptomban a csók jele volt. Az egyiptológusok nem értenek egyet abban, hogy e képeket hogyan kell értelmezni. Egyesek úgy vélik, hogy a festmények a két férfi homoszexuális kapcsolatát ábrázolják és bizonyítják, hogy az ókori egyiptomiak elfogadják az azonos neműek közötti kapcsolatokat. Mások ezzel nem értenek egyet és a jeleneteket úgy értelmezik, hogy Nianhhnum és Hnumhotep ikrek, esetleg kettős torzok voltak.

### Noferkaré és Szaszenet
Noferkaré király (a történet valószínűleg az óbirodalmi VI. dinasztia II. Pepi fáraójáról szól) és Szaszenet katonai tiszt töredékekben fennmaradt története is homoszexualitásra utalhat. A történet szerint a király minden éjszaka néhány órára a tiszt házát látogatta, s bár a szöveg részei elvesztek, az a mondat fennmaradt, amely szerint tisztje házában a király azt tette vele, amit őfelsége kívánt. Ez a szófordulat az ókori egyiptomi szövegekben a szexuális cselekményekre utal, ezalapján bizonyos egyiptológusok úgy gondolják, hogy a történet a Noferkaré és Szaszenet homoszexuális kapcsolatát írja le. A fáraó látogatásai körüli titokzatosság és szóbeszéd arra utalhat, hogy Noferkaré viselkedését a társadalom botrányosnak tekintette. Mások azonban ezt vitatják, szerintük a történet ókori egyiptomi vallásos szövegekre utal. Az ilyen vallásos történetekben Ré, a napisten éjszakai útja során meglátogatta Ozirisz, az alvilág istenének házát, így Noferkaré a történetben Ré, Szaszenet pedig Ozirisz szerepét játssza, az azt tette vele, amit őfelsége kívánt mondat pedig félreértelmezett.

### Halottak Könyve

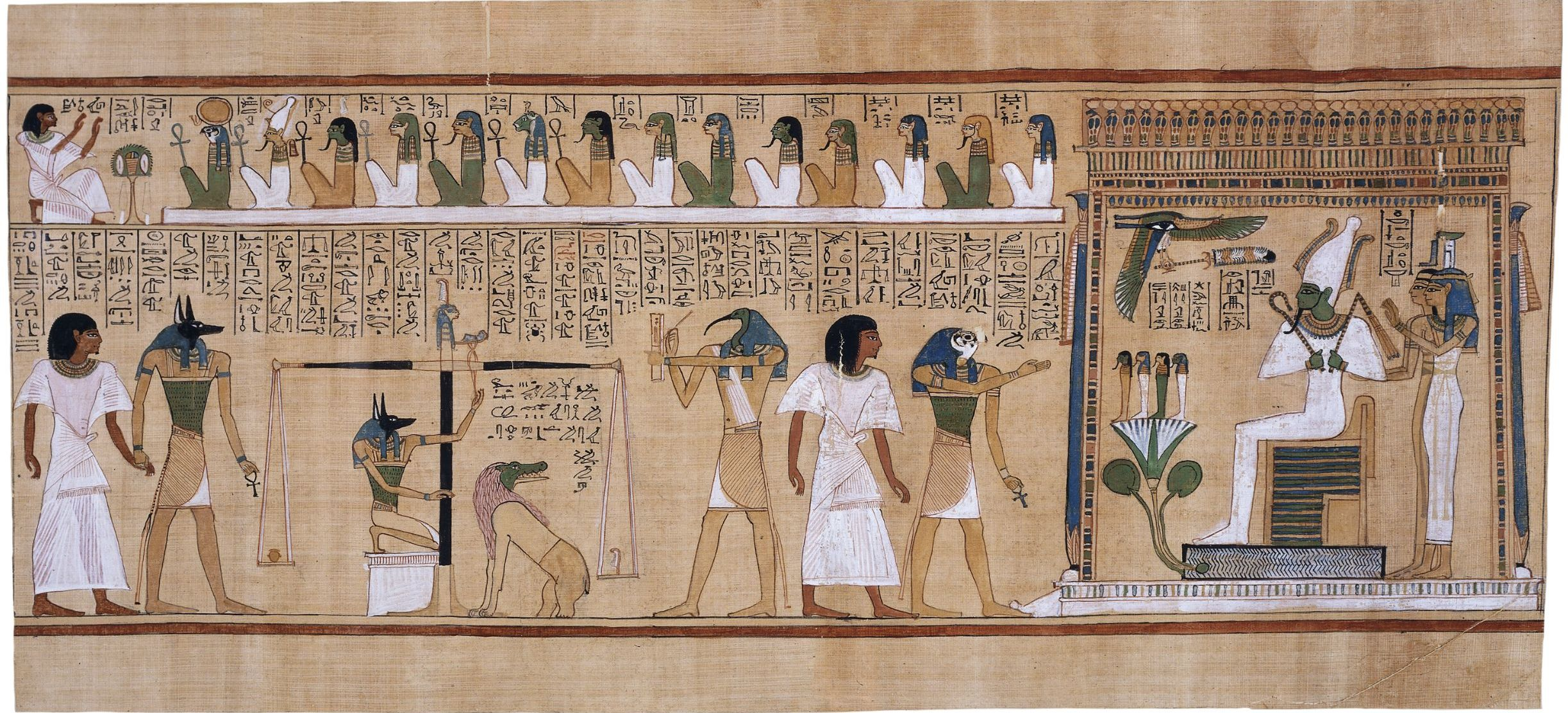
A Halottak Könyve 125. varázsszövegének egy része talán azt taglalja, hogy a halottnak tagadnia kellett az istenek előtt, hogy életében homoszexuális aktusokat tett volna

A Halottak Könyvének 125. varázsszövege a homoszexuális cselekedeteket tűnik elítélni. A 125. szöveg azt írja le, hogy az istenek előtt a halott miként tanúsítja, hogy bűn nélküli életet élt. Ennek részeként a halott 42 különféle bűntettet tagad az istenek előtt, ezek közül az egyik gyakori fordítása szexuálisan nem hatoltam be másik férfiba. Bár a pontos fordítás és értelmezés vitatott, a szöveg arra utalhat, hogy a homoszexualitást negatívan ítélték meg és a világ rendjével ellentétesnek tartották az ókori egyiptomiak.

## Ókori egyiptomi nézetek
Máig nem tisztázott, hogy az ókori egyiptomiak hogyan viszonyultak a homoszexualitáshoz. A nemi aktusokat tartalmazó dokumentumok egyetlen esetben sem nevezik meg az azok természetét, inkább eufemizmusokat használnak. A Széth istenről és szexuális tetteiről szóló történetek viszonylag negatívak állítják be homoszexuális cselekedeteit, míg a Nianhhnum és Hnumhotep sírfalainak festményei és vésetei azt sugallják, hogy a homoszexualitás társadalmilag elfogadott volt. Az ókori egyiptomi dokumentumok soha nem mondják ki egyértelműen, hogy az azonos neműek közötti kapcsolatokat elítélhetőnek vagy megvetendőnek tartották volna. Ezenfelül egyetlen ókori egyiptomi dokumentum sem említi, hogy a homoszexuális cselekmények büntetendőek voltak-e. Ennek tükrében a homoszexualitás ókori egyiptomi megítélése kétséges.